# Saint-Germain-de-Grave
Saint-Germain-de-Grave település Franciaországban, Gironde megyében. Lakosainak száma 147 fő (2022. január 1.). Saint-Germain-de-Grave Mourens, Donzac, Monprimblanc, Saint-André-du-Bois, Saint-Martial és Semens községekkel határos.

## Népesség
A település népessége az elmúlt években az alábbi módon változott:
| Lakosok száma | 193  | 171  | 145  | 152  | 155  | 168  | 166  | 156  | 152  | 147  |
|               | 1968 | 1982 | 1990 | 2006 | 2013 | 2015 | 2017 | 2019 | 2020 | 2022 |